# Campeonato Brasileiro de Futebol – Série C
Die Série C ist die dritthöchste Spielklasse im Ligasystem der nationalen Fußballmeisterschaft Brasiliens (port. Campeonato Brasileiro de Futebol). Sie wird vom nationalen Fußballverband CBF organisiert und 1981 zum ersten Mal ausgetragen. Insgesamt haben 28 Vereine aus 12 verschiedenen Verbänden die Série C gewonnen. Der erste von ihnen war Olaria. Vila Nova ist mit drei Titeln Rekord-Champion dieser Spielklasse.
Die aktuelle Ausgabe wird von 20 Vereinen bestritten, die in der ersten Phase in einer einzigen Runde gegeneinander antreten. Am Ende qualifizieren sich die besten acht Mannschaften für die zwei Vierergruppen der Finalrunde: Dieser traditionelle brasilianische Modus wird Modus Operandi genannt. Der Erstplatzierte jeder Gruppe nimmt am Final des Wettbewerbs teil, während die beiden besten Mannschaften jeder Gruppe in die Série B aufsteigen. Die vier schlechtesten Mannschaften der ersten Phase steigen in die Série D ab. Die Finalrunde wird im K.-o.-System mit Hin- und Rückspielen ausgetragen. Das Erreichen des Halbfinales ist mit dem Aufstieg in die Série B der nachfolgenden Saison verbunden.

## Entwicklung des Modus
Bis einschließlich der Saison 2008 hat die Série C die niedrigste Spielklasse im brasilianischen Vereinsfußball dargestellt, über die sich die Vereine stets aufs Neue durch ein entsprechendes Abschneiden in den Meisterschaften der Bundesstaaten oder anderen regionalen Wettbewerben qualifizieren konnten. In der Saison 2009 ist der Einstieg in den nationalen Meisterschaftswettbewerb von der neuetablierten Série D übernommen wurden, die seither vier Aufstiegsplätze für die Série C stellt. Die Série C wiederum stellt seither ebenfalls vier Aufstiegsplätze für die Série B bereit, die vor der Saison 2009 in ihrer Anzahl noch variiert haben.
Ab 2009 wurde die Qualifikation in vier Gruppen zu je fünf Mannschaften gespielt. Im Jahr 2011 wurde die Finalrunde in zwei Vierergruppen ausgetragen. Ab 2012 wurde der Wettbewerb in der ersten Phase in zwei Gruppen mit zehn Mannschaften ausgetragen, wodurch sich die Zahl der Termine erhöhte. Dieses Format wurde bis 2020 beibehalten, als der Technische Rat des Wettbewerbs eine Änderung in der zweiten Phase beschloss, bei der wie schon im Jahr 2011 wieder zwei Vierergruppen zur Ermittlung der Aufsteiger und Finalisten eingeführt wurden. 2022 wiederum wurdê dann die erste Phase in einer einzigen Runde ausgetragen, mit dementsprechend 19 statt 18 Partien. Die acht besten Mannschaften qualifizieren sich für die zweite Phase, die im gleichen Format ausgetragen wird wie zuvor, während die vier am schlechtesten platzierten Mannschaften absteigen.

## Liste der Meister der Série C
| Saison                                 | Meister                 | Vizemeister            | Drittplatzierter        | Viertplatzierter      | Teilnehmer |
| -------------------------------------- | ----------------------- | ---------------------- | ----------------------- | --------------------- | ---------- |
| 1981                                   | Olaria AC               | AA Santo Amaro         | CE Dom Bosco            | Guarani EC            | 24         |
| 1982–1987: Keine Spielzeit der Série C |                         |                        |                         |                       |            |
| 1988                                   | União São João EC       | Esportivo de Passos    | Botafogo FC             | Náutico Marcílos Dias | 43         |
| 1989: Keine Spielzeit der Série C      |                         |                        |                         |                       |            |
| 1990                                   | Atlético Goianiense     | América Mineiro        | Paraná Clube            | América de Natal      | 30         |
| 1991: Keine Spielzeit der Série C      |                         |                        |                         |                       |            |
| 1992                                   | Tuna Luso               | Fluminense de Feira FC | Nacional FC             | SE Matsubara          | 31         |
| 1993: Keine Spielzeit der Série C      |                         |                        |                         |                       |            |
| 1994                                   | Novorizontino           | Ferroviária            | Uberlândia EC           | Catuense Futebol      | 41         |
| 1995                                   | XV de Piracicaba        | Volta Redonda FC       | SE Gama                 | Atlético Goianiense   | 107        |
| 1996                                   | Vila Nova FC            | Botafogo FC            | Figueirense FC          | CA do Porto           | 58         |
| 1997                                   | Sampaio Corrêa FC       | CA Juventus            | AA Francana             | Tupi FC               | 64         |
| 1998                                   | Avaí FC                 | AD São Caetano         | AA Anapolina            | AO Itabaiana          | 66         |
| 1999                                   | Fluminense FC           | São Raimundo EC        | Serra FC                | Náutico Capibaribe    | 36         |
| 2000                                   | Clube Malutrom          | Uberlândia EC          | Juazeiro SC             | Tuna Luso             | 55         |
| 2001                                   | Paulista FC             | Mogi Mirim EC          | Guarany de Sobral       | Atlético Goianiense   | 65         |
| 2002                                   | Brasiliense FC          | Marília AC             | Ipatinga FC             | Nacional FC           | 61         |
| 2003                                   | Ituano FC               | EC Santo André         | Botafogo FC             | Campinense Clube      | 93         |
| 2004                                   | União Barbarense        | SE Gama                | Americano FC            | EC Limoeiro           | 60         |
| 2005                                   | Clube do Remo           | Amércia de Natal       | Ipatinga FC             | EC Novo Hamburgo      | 63         |
| 2006                                   | Criciúma EC             | EC Vitória             | Ipatinga FC             | Grêmio Barueri        | 63         |
| 2007                                   | CA Bragantino           | EC Bahia               | Vila Nova FC            | ABC Natal             | 64         |
| 2008                                   | Atlético Goianiense     | Guarani FC             | Campinense Clube        | Duque de Caxias FC    | 63         |
| 2009                                   | Atlético Mineiro        | Arapiraquense          | ADRC Icasa              | Guaratinguetá Futebol | 20         |
| 2010                                   | ABC Natal               | Ituiutaba EC           | Criciúma EC             | Salgueiro AC          | 20         |
| 2011                                   | Joinville EC            | CR Brasil              | Ipatinga FC             | América de Natal      | 20         |
| 2012                                   | Oeste FC                | ADRC Icasa             | Chapecoense             | Paysandu SC           | 20         |
| 2013                                   | Santa Cruz FC           | Sampaio Corrêa FC      | Luverdense EC           | Vila Nova FC          | 20         |
| 2014                                   | Macaé Esporte FC        | Paysandu SC            | Mogi Mirim EC           | CR Brasil             | 20         |
| 2015                                   | Vila Nova FC            | Londrina EC            | Tupi FC                 | Brasil de Pelotas     | 20         |
| 2016                                   | Boa EC                  | Guarani FC             | ABC Natal               | EC Juventude          | 20         |
| 2017                                   | CS Alagoano             | Fortaleza EC           | EC São Bento            | Sampaio Corrêa FC     | 20         |
| 2018                                   | Operário Ferroviário EC | Cuiabá EC              | Botafogo FC             | CA Bragantino         | 20         |
| 2019                                   | Náutico Capibaribe      | Sampaio Corrêa FC      | EC Juventude            | AD Confiança          | 20         |
| 2020                                   | Vila Nova FC            | Clube do Remo          | Londrina EC             | Brusque FC            | 20         |
| 2021                                   | Ituano FC               | Tombense FC            | Grêmio Novorizontino    | Criciúma EC           | 20         |
| 2022                                   | Mirassol FC             | ABC Natal              | Botafogo FC (SP)        | EC Vitória            | 20         |
| 2023                                   | Amazonas FC             | Brusque FC             | Operário Ferroviário EC | Paysandu SC           | 20         |
| 2024                                   | Volta Redonda FC        | Athletic Club          | Ferroviária             | Clube do Remo         | 20         |